# Giovanni Marchetti (hockeista su ghiaccio)
Giovanni Marchetti (Cavalese, 12 febbraio 1968) è un allenatore di hockey su ghiaccio ed ex hockeista su ghiaccio italiano, di ruolo difensore.

## Carriera

### Giocatore
Di ruolo difensore, nella sua lunga carriera ha militato sempre nei campionati italiani, in sei diverse formazioni. Debutto con l'HC Fassa nella stagione 1986-87, militandovi fino al 1998 sempre in Serie A ad eccezione del campionato 1996-1997 giocato in A2; con la maglia dei ladini il miglior risultato fu il secondo posto nella stagione 1988-1989
Dopo la stagione 1998-99 con l'HC Bolzano Marchetti si trasferì all'Asiago Hockey, per poi rimanervi fino al 2005). Con l'Asiago vinse lo scudetto 2000-2001 e due edizioni della Coppa Italia, nel 2001 e nel 2002.
Giocò il campionato 2005-06 con l'Alleghe Hockey, prima di passare per i due campionati successivi in Serie A2 con la formazione degli All Stars Piemonte. Concluse la propria carriera da giocatore al termine della stagione 2008-09 con l'HC Appiano, altra squadra della Serie A2.
In nazionale ha preso parte ai Giochi Olimpici di Albertville 1992, ai mondiali di gruppo B del 1991 e ai mondiali maggiori 1992, 1993, 1994, 1995, 1996, 1998 e 1999.

### Allenatore
Dopo il ritiro è diventato allenatore. Aveva in realtà già avuto un'esperienza come allenatore della formazione under-13 dell'Appiano nel suo ultimo anno sul ghiaccio, ma la sua prima esperienza con una squadra seniores è stata con l'HC Adige Trento, in serie C Under 26, dov'è subentrato a stagione 2009-2010 iniziata a Fabio Larcher. Conclusa l'esperienza con il Trento, ha allenato le giovanili del Fondo Val di Non per poi ricoprire il ruolo di allenatore dell'Italia under 16.
Dal 2015, accanto all'impegno con i giovani azzurri, è stato nominato assistente di Murajca Pajic sulla panchina dell'HC Appiano, venendo poi confermati anche per la stagione successiva.
Quando Roberto Chizzali è subentrato a Pajic alla guida della prima squadra, Marchetti è rimasto a ricoprire il doppio ruolo, per poi dedicarsi nuovamente alle sole squadre giovanili dal 2017. Dopo l'esonero di Chizzali nel successivo mese di gennaio, la dirigenza dell'Appiano gli affidò ad interim la guida della prima squadra fino alla nomina del nuovo allenatore, Jarno Mensonen.
Nella stagione 2018-2019 è stato allenatore della formazione Under-19, mentre in quella successiva è stato promosso a capo allenatore della prima squadra.
Dalla stagione 2021-202 è allenatore delle squadre giovanili dell'HC Trento.

## Palmarès

### Club
- Campionato italiano: 1

Asiago: 2000-2001
- Coppa Italia: 2

Asiago: 2000-2001, 2001-2002